# Gamelan gong kebyar
Gamelan gong kebyar és el gènere de gamelan que més popularitat ha adquirit de tots els que s'han desenvolupat en el transcurs del segle XX a l'illa indonèsia de Bali. El seu nom fa refèrencia tant al gènere musical com a l'instrument.
A diferència d'altres gamelan, les composicions per a kebyar es caracteritzen per grans contrasts pel que fa a tempo, dinàmica i orquestració. A més, els seus patrons mèlodics i rítmics (kotekan), característics de moltes músiques de gamelan, es troben entre els més complexos que aquesta tradició ha donat. A causa de les característiques del repertori, el gamelan gong kebyar demanda un virtuosisme per a l'execució que s'adquireix després d'un procés prolongat de formació basat en la pràctica i l'assaig col·lectius.

## Afinació
El gamelan gong kebyar està afinat en una escala pentatònica que prové originàriament del sistema heptatonal pelog (també anomenat saih pitu a Bali). D'entre totes les escales pentatòniques o patutan que es deriven del pelog, podem dir que la sonoritat del kebyar oscil·la generalment entre els modes selisir i tembung. Les notes de les escales pentatòniques s'anomenen, per ordre, ding, dong, deng, dung i dang; les seves distàncies respectives són variables en funció de l'escala triada. Els intervals formats, però, mantenen unes proporcions generals que, començant pel ding, serien de l'ordre de: una segona, una segona, una tercera, una segona i una tercera, arribant amb aquest darrer al ding de l'octava superior. El procés d'afinació consisteix a afinar totes les octaves partint d'una octava central, tractant de conservar un caràcter global. A diferència de moltes afinacions occidentals, doncs, no es parteix de la identitat de les relacions d'octava i quinta. Els instruments moderns tendeixen a afinar-se reduint la distància entre les segones i ampliant-la entre les terceres, mentre que antigament els intervals eren més similars en amplitud.
Una de les peculiaritats del kebyar és la presència d'una petita diferència d'afinació en cada parella de metal·lòfons iguals, el que genera un efecte de batement (ombak). Aquest batement ha de tenir un valor constant en hertzs, el que condiciona l'afinació del conjunt del gamelan. Això implica que hi hagi dues altures lleugerament diferents per a cada nota, així com fa que els intervals tinguin una amplitud diferent a cada octava.
El nombre de notes d'un gamelan gong kebyar seria de 21 en total, 4 octaves i el ding superior, o 42 si tenim en compte les de cada membre de la parella. A part, cal sumar-hi el ding greu dels gongs.
A causa d'aquests fets, cada gamelan és únic en la seva afinació i singular en el seu caràcter.

## Instruments
El gamelan gong kebyar, com molts altres gamelan, si bé no tots, està format per un conjunt de gongs de diverses mides i metal·lòfons, en aquest cas els anomenats gangsa, gender, jegogan, calung o penyacah. A més, hi trobem uns cròtals balinesos ceng-ceng, tambors kendang, flautes de bambú suling i un instrument de corda fregada anomenat rebab.
Cal mencionar que, en certa manera, es considera cada gamelan com un sol instrument en el seu conjunt, ja que els seus components s'afinen igual en el moment en què és forjat i tots estan pensats per sonar sempre en el context d'una música feta per a tot el gamelan. Tenint en compte això, enumerem i classifiquem els instruments a partir de llur funció dins la música:
- Colotòmica o mètrica: gongs (gong, kempur, klentong) i un de més petit que fa de metrònom, kempli, kendang i ceng-ceng -aquests dos darrers elaboren rítmicament la mètrica.

- Melòdica: jegogan, calung i penyacah.

- Elaboració de la melodia: gangsa (kantilan, pemade, ugal), rebab, reyong i suling. Segons la peça, hi trobem també trompong o gender rambat.[7]